# Kimono
Kimono (japonsko 着物, »stvar za obleči« iz kiru = nositi in mono = stvar) ) je tradicionalno japonsko oblačilo tako moških kot žensk, nekoč običajno in vsakdanje, danes pojmovano kot narodna noša in je povezan s prazniki in posebnimi priložnostmi. V moderni japonski družbi ga danes pogosteje nosijo ženske
Oblačila, ki se uporabljajo v japonskih borilnih veščinah, npr. karateju, čeprav splošno znana kot kimona, se pravilno imenujejo keikogiji.

## Zgodovina
Prvotno se je beseda kimono nanašala na vse vrste oblačil.
Današnji kimono se je oblikoval v obdobju Heian (794–1192). Od takrat je osnovna oblika kimona ostala večinoma nespremenjena tako za moške kot za ženske: ravna obleka v obliki črke T, ki sega do gležnjev, ovratnik in široki rokavi. Ko roke iztegnete vodoravno, rokavi padejo od zapestja do približno pasu (pri nekaterih slogih se lahko rokavi skoraj dotikajo tal). Halja je ovita okoli telesa, vedno z levo stranjo čez desno. Kimono drži skupaj preši podoben pas, obi. Zadaj je zavozlan.
Sčasoma se je pojavilo veliko različic v barvi, tkanini in slogu, pa tudi v dodatkih, kot je obi.
Danes kimone nosijo ob posebnih priložnostih, predvsem ženske. Moški pogosto nosijo kimono na porokah in čajnih obredih. Kimone se nosi tudi za nekatere športe, kot je kendo. Na Japonskem je veliko ljubiteljev kimona, ki ponujajo tečaje nošenja kimona. Takšna lekcija zajema različne teme: izbira blaga in vzorca, primernega letnemu času in dogodku, ujemanje spodnjega perila in dodatkov za kimono, izbira in zavezovanje obija itd.
Večina Japonk ne bi mogla pravilno obleči kimona brez dodatne pomoči. Tipična ženska oprava običajno vključuje dvanajst ali več posameznih kosov, od katerih je treba vsakega obleči na poseben način. (Moški kimoni so precej enostavnejši, običajno največ pet kosov plus nogavice in sandali.) Še vedno obstajajo profesionalni pomočniki pri oblačenju kimona, ki jih je mogoče najeti za pomoč, zlasti za posebne priložnosti. Člani tega poklica morajo pridobiti licenco. Pogosto delajo v frizerskih salonih, po želji pa običajno pridejo k strankam na dom.
Še vedno so starejše ženske in verjetno v manjši meri tudi moški, ki vsak dan nosijo kimono. Profesionalni sumo rokoborci morajo nositi kimono za javne nastope izven ringa.
Danes kimono le redko nosijo v javnosti, predvsem gejše. K kimonu sodijo tudi gete (leseni sandali), nakit in pri kratkih, tj. dolžine do pasu, hakama hlače. Moški imajo še vedno morda necuke (lesene figurice), ki so služile kot protiutež nadomestku vrečke inrō.

## Ravnanje in uporaba
Ženski kimoni so v bistvu ene velikosti. Pripnejo se in zložijo, da se prilagodijo posameznim postavam. Danes pa so tako moški kot ženski kimoni vedno bolj na voljo v različnih velikostih. Zelo visoki ali močno grajeni ljudje (npr. sumo rokoborci) potrebujejo posebej ukrojen kimono.
V preteklosti so kimone pogosto popolnoma razstavili, da so jih lahko oprali po kosih. Nato so dele spet zašili skupaj. Vendar pa je zaradi sodobnih načinov pranja in tkanin ta postopek v veliki meri postal odveč. Včasih je prepognjen kimono narejen s širokimi in ohlapnimi šivi za shranjevanje. To preprečuje nastajanje gub, hkrati pa drži različne plasti kimona skupaj.
Obstajajo slogi kimona za različne priložnosti, od izjemno formalnih do zelo priložnostnih. Stopnjo formalnosti ženskega kimona določajo vzorec, blago in barva. Moški kimoni so na splošno krojeni na enak način in se običajno nosijo v temnejših barvah. Formalnost je tukaj v glavnem določena s tkanino in barvo, pa tudi s številom ali odsotnostjo mon, družinskih grbov. Svila je najbolj zaželena in formalna tkanina, medtem ko so volna, lan in bombaž bolj ležerni. Dandanes obstajajo tudi kimoni iz poliestra; ti so po navadi bolj priložnostni.
Kimoni so narejeni iz enega kosa blaga. Ti kosi imajo fiksne dimenzije in je celotna tkanina uporabljena pri izdelavi kimona. Zato je kimone večjega kroja težko najti in jih je izdelava zelo draga.
Praviloma so kimoni dragi. Visokokakovostni kimoni so ročno šivani, uporabljene tkanine pa so pogosto ročno izdelane in bogato okrašene. En sam ženski kimono zlahka stane več kot 10.000 €; celoten komplet – kimono, natikači, obi, trakovi, nogavice, sandali in dodatki – lahko stane več kot 20.000 €. En sam obi je lahko vreden več tisoč evrov. Dejansko pa je večina kimonov, ki jih izdelajo ljubitelji ali praktiki tradicionalne umetnosti, veliko cenejših. Podjetni ljudje si zlahka sami krojijo kimono ali kombinezon, saj sledijo standardni obliki. Stare kimone je mogoče tudi predelati. Ročno obdelano svilo lahko nadomestijo cenejše in strojno tkane tkanine. Nazadnje je na Japonskem tudi cvetoča trgovina z rabljenimi kimoni. Vendar pa obi za ženske ostajajo dragi. Celo rabljeni lahko stanejo na stotine dolarjev in jih neizkušeni težko naredijo. Moški obi so precej cenejši, tudi svileni. To je predvsem posledica dejstva, da so ti obiji oblikovani bistveno ožje, krajše in bistveno preprosteje od ženskih.
Kimoni niso nikoli za v smeti. Stare kimone reciklirajo na različne načine: iz njih naredijo haorije ali otroške kimone; njihova tkanina se uporablja za popravljanje podobnih kimonov; iz njih izdelujejo dodatke za kimono, kot so torbice ali prevleke, žepe, pa tudi etuije za različne pripomočke, npr. klešče za sladkarije (uporabljajo se pri čajnih ceremonijah) ali keramični unikati. Moške kimone, ki so spodaj poškodovani, lahko še vedno nosite pod hakamo, da se ne vidi madež.

## Ženski kimono
Danes ženske nosijo več slogov kimonov. Izbirajo se glede na starost in priložnost. Različne vrste kimona so navedene spodaj v padajočem vrstnem redu formalnosti.
Opomba: Vzorec se tukaj uporablja za pomen ornamenta, motiva (na splošno ni običajnega/ponavljajočega se). Mišljen je le kot običajni vzorec, če je posebej navedeno.
- Kurotomesode (黒留袖, dobesedno: črni pripeti rokavi): črn kimono, ki ima vzorec samo pod pasom. Kurotomesode je najbolj uraden kimono za poročene ženske. Pogosto jih nosijo matere mladoporočencev na poroki. Običajno je na Kurotomesode pet kamon (družinskih pečatov) na rokavih, prsih in hrbtu kimona.

- Furisode (振袖, dobesedno: rokavi, ki se tresejo): Rokavi so običajno dolgi 100–110 cm. Furisode je najbolj formalen kimono za neporočene ženske. Ima velik vzorec. Običajno ga nosijo pri obredih polnoletnosti (npr. Seidžin no hi, jap. 成人の日 običajno državni praznik) ali na porokah in poročnih sprejemih neporočenih sorodnikov.
- Irotomesode (色留袖, dobesedno: obarvan pritrjen rokav): Irotomesode je enobarvni kimono, ki je vzorčast samo pod pasom. Je nekoliko manj formalen kot Kurotomemesode. Irotomesode lahko prikazuje tri ali pet kamonov. Nosijo ga samo poročene ženske. Običajno bližnji sorodniki neveste in ženina nosijo Irotomesode na poroki.
- Hōmongi (訪問着, dobesedno: oblačila za obisk): značilni so vzorci, ki se prelivajo čez ramo, rokave in šive. Hōmongi so nekoliko bolj formalni kot podobni cukesage. Hōmongi nosijo tako poročene kot neporočene ženske. Ponavadi prijatelji neveste in ženina nosijo Hōmongi na poroki. Nosijo se tudi ob formalnih priložnostih, kot so sprejemi ali gala prireditve.
- Cukesage (付け下げ): Csukesage ima preprostejše vzorce, ki zavzamejo manj prostora kot Hōmongi, predvsem pod pasom. Nosijo ga tako poročene kot samske ženske.
- Iromudži (色無地, dobesedno: navadna barva): navaden kimono, ki ga nosijo tako poročene kot samske ženske. Barvana svila je lahko strukturirana (rinzu), vendar nima različnih barvnih vzorcev. Iromudži se nosi predvsem za čajne obrede.
- Komon (小紋, dobesedno: fin vzorec): je kimono z majhnim, ponavljajočim se vzorcem po celotni tkanini. Nošen v vsakdanjem življenju. Dopolnjuje ga obi kot večerna obleka. Spet tako za poročene kot samske ženske.
- Edo Komon (江戸小紋): je vrsta Komona. Zanj so značilni majhni, pikčasti vzorci, ki ustvarjajo večje slike. Tehnika barvanja Edo Komona izvira iz kaste samurajev v obdobju Edo. Je tako formalen kot iromudži in je, kadar kaže kamon, primeren tudi kot »oblačilo za obisk« (enakovredno cukesage ali hōmongi).
- Širomuku (dobesedno: širo = bel in muku = čist): tradicionalni poročni kimono, ki je običajno narejen iz belega svilenega brokata z vtkanimi, ugodnimi motivi (žerjav, bor itd.). Tako kot ućikake je bistveno daljši od drugih kimonov in ima oblazinjen rob. Ker je zelo drag, ga dandanes zelo pogosto najemajo za »le« nekaj tisoč evrov ali preprosto podedujejo. Za Širomuku nevesta nosi belo poročno kapico (vatabōši ali cunokakuši).
- Mofuku (喪服, žalna oblačila'): splošen izraz za žalna oblačila, vključno z zahodnimi; glede na japonska oblačila pa mofuku označuje žalni kimono za moške in ženske, ki ga nosijo na pogrebu bližnjih sorodnikov. Osnovna barva je črna brez vzorca in lahko s kamonom. Z mofukujem se nosijo črni obi in večinoma beli tabi.
- Učikake: nevestin barvni poročni kimono iz težkega svilenega brokata, prepleten in izvezen z ugodnimi simboli. Najbolj priljubljena osnovna barva Ućikake je rdeča; pojavlja pa se tudi črna ali druge barve. Večina odlikovanj je zlatih in srebrnih. Rokavi visijo do gležnjev. Ućikake je daljši od drugih kimonov za približno 30-40 cm, zato se spodnji rob vleče po tleh. Nevesta za Učikake ne nosi pokrivala, ampak samo veličastno pokrivalo. Brez pomoči nevesta ne more pravilno obleči učikakeja niti se z njim pravilno premikati. Do obdobja Edo (1603–1867) je bil učikake formalni kimono, ki so ga nosile samurajske ženske in plemiči.

- Kurotomesode
- Furisode
- Irotomesode
- Hōmongi
- Cukesage
- Iromudži
- Komon
- Učikake
- Moški in ženski Jukata

## Gejšin kimono
Ker gejše niso običajne japonske gospodinje, se razlikujejo ne le po videzu na obrazu, ampak tudi na primer po garderobi.
- Susohiki je tradicionalni kimono za gejše. Dolžina rokavov spominja na tomesode. Barve so različne, od črne do vijolične, odvisno od letnega časa ali priložnosti. Največkrat pa gre za zamolkle barve, ki niso vpadljive, saj želijo gejše pritegniti pozornost s svojo umetnostjo in ne toliko z videzom. Poleg tega so susohiki kimoni ob nošenju zelo dolgi, pri normalni hoji bi se vlekli po tleh. Toda gejša tega nikoli ne bi storila. Gejše svoj kimono vedno nosijo s prefinjenim, zelo elegantnim oprijemom pred zgornjim delom trebuha, nabranim tako, da se po nepotrebnem nikoli ne dotika tal. Samo za fotografiranje, kot je poročni kimono Učikake in Širomuku, se susohiki spusti na tla, vendar se na prvem koraku znova dvigne. K susohikiju nosi bodisi svilene zori (japonsko 草履, slamnati sandali) ali, ko dežuje, lesene gete (jap. 下駄, lesene sandale).
- Hikizuri je tradicionalni kimono za maiko (pripravniške gejše). Maiko se od gejše razlikuje tudi po videzu. Medtem ko se gejše, ki so starejše, ne ličijo in se ne obnašajo tako vpadljivo, nosijo maiko svetle barve, razkošne kanzaši (jap. 簪) okraske za lase in čevlje z visokim podplatom, ki prav tako delujejo zelo otroško, saj naj bi bila maiko videti mlada, pri čemer tradicionalno usposabljanje traja približno šest let in pol, in je zdaj možno od 16. leta starosti. Zato je hikizuri pogosto opremljen z bujnimi, pisanimi vzorci, osnovne barve pa so običajno svetlo zelene ali modre, saj naj bi maiko delovala otročje, da bi pokazala pomanjkanje zrelosti v nasprotju z usposobljeno gejšo. Poleg tega ima Hikizuri dolge rokave, vendar so krajši od Furisode, saj bi tako dolgi rokavi motili ples. Poleg tega je višina zelo dolga, kot velja za susohiki. Maiko s svojimi hikizuriji ne nosi preprostih kanzaši okraskov za lase kot gejše, temveč barvite, vpadljive in razkošne dodatke za lase. Nosi tudi značilne čevlje s podplatom Okobo (japanisch ぽっくり下駄, visoki japonski leseni sandali).

Hikizuri kimono se pogosto uporablja tudi v kabuki gledališču za vlogo mladega dekleta (npr. Bandō Tamasaburō v Sagi Musume).

## Moški kimono
Sodobni moški kimoni se razlikujejo predvsem po tkanini in dizajnu. Večina je zamolklih, temnih barv. Pogosti so črni in temno modri ter zeleni toni, včasih tudi rjavi. Tkanine so običajno mat. Nekateri imajo fin vzorec; teksturirane tkanine najdemo v bolj ohlapnih kimonih. Manj formalni kimoni so lahko nekoliko svetlejših barv, kot so nežnejši odtenki vijolične, zelene in modre. Nekateri sumo borci občasno nosijo dokaj svetle barve, kot je magenta.
Najbolj formalen slog kimona za moške je navaden črn s petimi kamoni na prsih, ramenih in hrbtu. Malo manj formalen je kimono s tremi kamoni. To je običajno v kombinaciji z belim spodnjim perilom in dodatki.
Skoraj vsako kimono obleko lahko naredijo bolj formalno z nošenjem hakame in haorija.
- Haori (zunaj)
- Haori (znotraj)
- zgodovinsko: Kamišimo (tukaj s pokrivalom Ičimondžigasa)
- zgodovinsko: Hitatare
- historisch: Kon’e, cesarski kimono (tukaj s Kōmei-Tenō)

## Sestava
|  | 1. Zaščita ovratnika pred umazanijo in znojem (共衿/共襟, tomoeri, če je narejen iz enakega blaga kot ostali, ali 掛衿/掛襟, kakeeri, če je iz temnejšega blaga) 2. dejanska ovratnica (本衿/本襟, hon'eri ali 地衿/地襟, džieri) 3. desni sprednji del trupa (前身頃, maemigoro) 4. levi sprednji del trupa (tako) 5. rokav (袖, sode) 6. žep na rokavu (袂, tamoto) 7. levi prekrivni trak (衽, okumi) 8. desni prekrivni trak (tako) 9. Presečišče sprednjega dela in ovratnika (剣先, kensaki) 10. Dolžina kimona (身丈, mitake) 11. dolžina rokava (裄丈, jukitake) 12. Širina ramen (肩幅, katahaba) 13. širina rokavov (袖幅, sodehaba) 14. dolžina rokava (袖丈, sodetake) 15. odprtina za rokav (袖口, sodeguči) 16. izrez za roke (袖付, sodecuke) |

Ženski kimoni imajo odprtino pod levim in desnim izrezom pod pazduho (身八つ口, mijacukuči/mijacuguči) ter še eno odprtino nižje v rokavih (振八つ口, furijatsuguči ali 振り口, furikuči). Izraz jatsuguči (八つ口) izhaja iz dejstva, da ima ženski kimono s temi štirimi dodatnimi odprtinami, poleg tistih za roke, vrat in spodnji del telesa, "osem odprtin".

## Dodatki in sorodna oblačila
Yukata
Neformalen poletni kimono, običajno narejen iz bombaža, lanu ali konoplje. Jukate nosijo predvsem ženske in moški vseh starosti na festivalih na prostem.
Ples/Dotera
Neformalen zimski kimono, podložen z bombažem.
Geta
Geta so leseni sandali z jermeni, ki jih z jukato nosijo moški in ženske. Različico gete nosijo maiko (pripravnice za gejše) (okobo).
Hakama
Krilo ali kratke hlače, bolj kot zelo prostorne hlače. Tradicionalno so ga nosili samo moški, zdaj pa tudi ženske. Hakama ima običajno gube in košidžto, togo ali podloženo območje na spodnjem delu hrbta. Hakame se nosijo tudi v različnih budō veščinah, kot so aikido, kendo, kjudo, iaido in naginatado. Spet je stopnja formalnosti določena z vzorcem. Čeprav zelo formalna ženska obleka ne vključuje hakame, so običajne za moške.
Haori
Prevleka za kimono v obliki suknjiča, ki sega do bokov ali stegen. Ustvari več formalnosti. Haori so bili prvotno rezervirani samo za moške, vendar se je ob koncu obdobja Meidži moda spremenila. Danes haori nosijo tako moški kot ženske, ženski suknjiči pa so običajno daljši.
Haori-himo
Obrobljena, tkana pritrdilna vrvica za haori. Najbolj formalna barva je bela.
Obi
Japonski ekvivalent pasu. Za nošenje s kimonom ali jukato. Obi se nosijo različno glede na priložnost. Različice za opremljanje nosilk kimona so najbolj zapletene.
Tabi
Nogavice do gležnjev z ločenim prstnim delom. Običajno se nosi s sandali. Na voljo tudi za škornje.
Varadži
Slamnati sandali, ki jih imajo najraje menihi.
Zori
Sandale, tradicionalno izdelane iz usnja, blaga ali riževe slame. Zori so lahko ali pa tudi ne bogato okrašene z občutljivo vezenino. Nosijo jih tako moški kot ženske. Najbolj formalni moški zōri imajo vložek iz riževe slame in bele usnjene paščke za prste. Po dizajnu so podobni sandalom. Ženske zōri so ožje in bolj ovalne oblike kot moške.